# Hodorovići
Hodorovići su naseljeno mjesto u općini Foča-Ustikolina, Federacija BiH, BiH. Na popisu 1961. ne pojavljuju se, jer su 1950. pripojeni Gostičaju (Sl.list NRBiH, br.10/50).
Nalaze se na desnoj obali rijeke Drine. Okolna naselja su Sorlaci, Zubovići, Žigovi, Drugovići i Gostičaj.